# Seznam mest na Cipru
Seznam mest na Cipru.

### Glavna mesta pokrajin
- Famagusta, Grško: Αμμόχωστος (Ammohostos), Turško: Gazimağusa
- Kirenija, Grško: Κερύνεια (Kerinja), Turško: Girne
- Limassol, Grško: Λεμεσός (Lemesos), Turško: Limasol, Leymosun
- Larnaka, Grško: Λάρνακα (Larnaka), Turško: Larnaka.
- Nikozija, Grško: Λευκωσία (Lefkosia), Turško: Lefkoşa
- Pafos, Grško: Πάφος (Pafos), Turško: Baf.

### Manjša mesta, pomembnejše vasi in naselja
- Ahna, Grško: 'Αχνα, Turško: Düzce/Ahna
- Aglantzia, Grško: Αγλαντζιά
- Akanthou, Grško: Ακανθού, Turško: Tatlısu
- Akrotiri Grško: Ακρωτήρι, Turško: Agrotur
- Asinou, Grško: Ασίνου
- Askas, Grško: Ασκάς
- Ashia, Grško: Άσσια
- Ayia Napa, Grško: Αγία Νάπα, Turško: Aya Napa
- Ayia Trias, Grško: Αγία Τριάδα, Turško: Sipahi
- Bellapais, Grško: Μπέλαπαϊς, Turško: Bellabayıs
- Dali(Ciper), Grško: Δάλι
- Dhekelia, Grško: Δεκέλεια, Turško: Dikelya
- Ηirokitia, Grško: Χοιροκιτία
- Kaimakli, Grško: Καϊμακλί, Turško: Kaymaklı
- Kissonerga, Grško: Κισσόνεργα
- Kiti, Grško: Κίτι
- Kokkina, Grško: Kόκκινα, Turško: Erenköy
- Kormakiti, Grško: Κορμακίτης, Turško: Korucam
- Kornokipos, Grško: Κορνόκηπος, Turško: Görneç
- Kouklia, Grško: Κούκλια
- Kythrea, Grško: Κυθρέα, Turško: Degirmenlik
- Lagoudera, Grško: Λαγουδερά
- Lambousa, Grško: Λαμπούσα
- Lapithos, Grško: Λάπηθος, Turško: Lapta
- Latsia, Grško: Λατσια, Turško: Laçça/Laçia
- Lefka, Grško: Λεύκα, Turško: Lefke
- Lefkoniko, Grško: Λευκόνοικο, Turško: Geçitkale/Lefkonuk
- Leonarisso, Grško: Λεονάρισσο, Turško: Ziyamet
- Louroujina, Grško: Λουρουτζίνα, Turško: Akıncılar/Lurucina
- Limnitis, Grško: Λιμνίτης, Turško: Yeşilirmak/Limnidi
- Lythrangomi, Grško: Λυθράγκωμη, Turško: Boltasli
- Maroni, Grško: Μαρώνι
- Mia Milia, Grško: Μιά Μηλιά, Turško: Haspolat
- Miliou, Grško: Μηλιου
- Morphou, Grško:  Μόρφου (Morfu), Turško: Güzelyurt (Omorfo)
- Omorfita,Grško: Oμορφιτα, Turško: Küçük Kaymaklı
- Ormidhia, Grško: Ορμήδεια
- Pahna, Grško: Πάχνα
- Paralimni, Grško: Παραλίμνι
- Polis, Grško: Polis, Turkish: Poli
- Pissouri, Grško: Πισσούρι
- Pyla, Grško: Πύλα, Turško: Pile
- Rizokarpaso, Grško: Ριζοκάρπασο, Turško: Dipkarpaz.
- Strovolos, Grško: Στρόβολος
- Templos, Grško: Τέμπλος, Turško: Zeytinlik
- Trikomo, Grško: Τρίκωμο, Turško: İskele/Yeni İskele
- Trouli, Grško: Τρούλλοι
- Tseri Grško: Τσέρι
- Tymvou, Grško: Τύμβου, Turško: Ercan
- Xylotymvou Grško: Ξυλοτύμβου
- Vasilikos, Grško: Βασιλικός
- Varosha, Grško: Βαρώσι, Turško: Maraş
- Υerolakkos, Grško: Γερόλακκος, Turško: Alaykoy
- Yeroskipou Grško: Γεροσκήπου
- Υialousa, Greek: Γιαλούσα, Turško: Yeni Erenköy / Maltepe
- Υiolou, Grško: Γιoλού
- Zodia Grško: Ζώδια
- Zigi Grško: Ζύγι